# Премия Кэндзабуро Оэ
Премия Кэндзабуро Оэ (яп. 大江健三郎賞 О:э Кэндзабуро: сё:) — литературная премия Японии, присуждавшаяся в период с 2007 по 2014 годы авторам художественного произведения либо литературоведческого исследования. Премия была учреждена в октябре 2005 года издательством «Коданся» к 50-летнему юбилею с начала творческой деятельности Кэндзабуро Оэ и 100-летнему юбилею с основания издательства.
Основная идея премии заключается в том, что её лауреат, которого единолично определял Оэ, в качестве приза не получал никакой денежной награды, однако его произведение переводилось на английский или, возможно, французский либо немецкий языки. После объявления победителя проходила публичная беседа между ним и Оэ с последующей её публикацией в журнале «Гундзо». Отличительной особенностью премии являлось и то, что победитель мог быть лишён премии, если после дискуссии с ним Оэ счёл бы кандидата недостойным награды (прецедентов отзыва награды, однако, не было).
Оэ также заявил, что через эту премию он хотел максимально использовать свой международный авторитет и звание лауреата Нобелевской премии по литературе для возрождения пребывающей в упадке серьёзной японской литературы.
В мае 2007 года был объявлен первый победитель, которым стал писатель Ю Нагасима, удостоенный премии за изданное в 2006 году издательством «Синтёся» произведение «Ближний путь маленькой Юко» (夕子ちゃんの近道). 18 мая 2007 года состоялась публичная беседа Оэ с Нагасима, прошедшая в стенах филологического факультета Токийского университета, выпускником которого является Оэ.

## Лауреаты премии
- 2007 — Ю Нагасима — «Ближний путь маленькой Юко» (夕子ちゃんの近道)
- 2008 — Тосики Окада — «Конец особого времени, которое было нам дано» (わたしたちに許された特別な時間の終わり)
- 2009 — Рэйдзи Андо — «Мандала света. Трактат о японской литературе» (光の曼陀羅　日本文学論)
- 2010 — Фуминори Накамура — «Щипач» (掏摸)
- 2011 — Томоюки Хосино — «Я это, я» (俺俺)
- 2012 — Риса Ватая — «Ведь жаль?» (かわいそうだよね？)
- 2013 — Юкико Мотоя — «Бурный пикник» (嵐のピクニック)
- 2014 — Кэй Иваки — «Прощай, мой апельсин» (さようなら、オレンジ)